# وست استافورد
وست استاففورد (به انگلیسی: West Stafford) یک روستا و محله مدنی در بریتانیا است که در West Dorset واقع شده‌است. وست استاففورد ۲۹۱ نفر جمعیت دارد.